# Niedernhausen (Taunus) (stacja kolejowa)
Niedernhausen – stacja kolejowa w Niedernhausen, w powiecie Rheingau-Taunus, w kraju związkowym Hesja, w Niemczech. Znajdują się tu 2 perony.